# Оборона Царицина
«Оборона Царицина» — радянська двосерійна історично-революційна кіноепопея 1942 року, виробництва кіностудії «Ленфільм». Автори сценарію і режисери-постановники брати Васильєви. Перша серія — «Похід Ворошилова», друга серія — «Оборона». Перша серія фільму вийшла на екрани СРСР 29 березня 1942 року.

## Сюжет
Фільм про першу оборону Царицина (в 1918 році) частинами Червоної Армії під командуванням Й. В. Сталіна і К. Є. Ворошилова.

## У ролях
- Михайло Геловані —  Й. В. Сталін
- Микола Боголюбов —  К. Є. Ворошилов
- Михайло Жаров —  козак Мартин Перчіхін
- Варвара М'ясникова —  Катя Давидова
- Петро Нікашин —  О. Я. Пархоменко
- Павло Кадочников —  М. О. Руднєв
- Володимир Гремін —  А. Л. Носович
- Василь Сафронов —  Риндін
- Борис Бабочкін —  поручик Молдавський
- Борис Дмоховський —  генерал К. К. Мамонтов
- Олександр Чепурнов —  осавул
- Володимир Сладкопєвцев —  Тимофеїч
- Олександр Хвиля —  С. М. Будьонний
- Анатолій Алексєєв — Спиридон
- Сергій Блинников — Маркел Федсейович
- Георгій Кранерт — військовий спеціаліст
- Євген Леберський — епізод
- Євген Немченко — епізод
- Тамара Павлоцька — співачка
- Борис Феодос'єв — матрос-анархіст
- Олександр Юрков — епізод
- Степан Крилов — агітатор
- Микола Черкасов — Митяй Кошкін, ходок-селянин
- Борис Жуковський — ходок-селянин
- Анатолій Королькевич — ходок-селянин
- Борис Пославський — Олег Костянтинович
- Олена Кириллова — мати Перчіхіна
- Володимир Канделакі — командир
- Серафим Козьминський — М. І. Калінін
- В'ячеслав Волков — комендант сталінського потягу
- Євген Григор'єв — Щаденко
- Микола Степанов — телеграфіст Сталіна
- Володимир Абрамов — епізод
- Іван Кузнецов — епізод
- Федір Федоровський — епізод
- Іван Сизов — житель станиці
- Олександр Соколов — шахрай

## Знімальна група
- Режисери — Георгій Васильєв, Сергій Васильєв
- Сценаристи — Георгій Васильєв, Сергій Васильєв
- Оператори — Аполлінарій Дудко, Сергій Іванов, Олександр Сігаєв
- Композитор — Микола Крюков
- Художник — Петро Якимов